# Lomas de Tafí
Lomas de Tafí es un barrio ubicado en el municipio de Tafí Viejo, departamento Tafí Viejo, provincia de Tucumán, Argentina. Se encuentra ubicado al oeste de la diagonal Leccese de acceso a Tafí Viejo, en el límite con San Miguel de Tucumán, dando prácticamente una continuidad urbana entre ambos aglomerados.
Es un complejo habitacional habilitado en etapas desde fines de los años 2000 y construido por el Instituto de Vivienda de la Provincia. En total lo constituirán 5 mil viviendas, en un predio de casi 400 hectáreas y se estima que a 2012 residen en él unas 25 mil personas. La magnitud del complejo habitacional tuvo varios inconvenientes, entre ellos la falta de comercios por la negativa del Instituto de Vivienda a permitir el comercio en las viviendas, y a la vez la demora en la concesión de predios para el comercio. Otro inconveniente es la falta de señalización de sus calles.
El barrio fue construido en diferentes etapas entre las que se pueden distinguir cronológicamente:
- Lomas 600
- Lomas 3000
- Lomas Norte

## Población
Cuenta con 528 habitantes (Indec, 2010), lo que representa un descenso del 4% frente a los 551 habitantes (Indec, 2001) del censo anterior.
| Gráfica de evolución demográfica de Lomas de Tafí entre 1991 y 2010 |
|                                                                     |
| Fuente: Censos nacionales del INDEC                                 |

## Necesidades no satisfechas
Lomas de Tafí es un barrio que está creciendo rápidamente, pero hay algunos faltantes que el gobierno y las empresas de servicios públicos no están cubriendo.
Lomas 600, las primeras casas que fueron entregadas en 2008, no cuentan con pavimento en ninguna de sus calles. Por otro lado, no se cuenta en gran parte de Lomas de Tafí con telefonía fija, lo que complica la conexión a Internet. Finalmente a mediados del año 2013, comenzó la instalación de la Telefonía fija.

## Salud en Lomas de Tafí
En Lomas de Tafí se cuenta con un Centro de Atención Primaria de la Salud (CAPS) ubicado en el sector 13 que atiende de 7:00 a 18:00 hs.  
El 9 de mayo de 2019 quedó inaugurada la Policlínica Mercedes Serrano, que había comenzado a construirse en 2014, brindando atención en diferentes áreas de Salud y con un servicio de Guardia de 24hs y con una ambulancia permanente en el Lugar.

## Educación
Lomas de Tafi cuenta con muchas alternativas educativas.
En el Nivel Inicial, hay cuatro escuelas estatales, Escuela de Nivel Inicial Sector 18, Escuela de Nivel Inicial Sector 14, la Escuela Primaria 255 y Escuela Primaria Barrio policial 3. Además actualmente hay dos instituciones privadas, Lomas Kids (Sector 20) y Lomita Linda (Sector 7). 
En el nivel Primario, hay cuatro escuelas estatales, Escuela Nueva Barrio Lomas de Tafí sector B (Lomas 600), Escuela Nueva Barrio Lomas de Tafí sector D (Lomas 8), la Escuela Primaria 255 y Escuela Primaria Barrio policial 3. 
En el Nivel Secundario se cuenta con 3 establecimiento Educativos, Escuela Barrio policial 3, Escuela Secundaria de Lomas de Tafi (Sector 13), Escuela Técnica N.º 2 de Tafi Viejo (Sector 6)